# Pedicularis kuljabensis
Pedicularis kuljabensis är en snyltrotsväxtart som beskrevs av L.I. Ivaniva. Pedicularis kuljabensis ingår i släktet spiror, och familjen snyltrotsväxter. Inga underarter finns listade i Catalogue of Life.